# Karl Heinz Hansen
Karl Heinz Hansen (eigentlich Karlheinz) (* 21. März 1928 in Elberfeld; † 18. Dezember 1970 in Sankt Augustin-Menden) war ein deutscher Chemiker (Theoretische Chemie). Er war Professor an der Universität Bonn.
Hansen erwarb 1954 sein Diplom als Chemiker bei Hermann Hartmann an der Goethe-Universität Frankfurt am Main und wurde 1956 in Frankfurt promoviert. Danach war er dort Assistent und habilitierte sich 1964 in Physikalischer Chemie. 1967 wurde er ordentlicher Professor für Theoretische Chemie in Bonn.
Er befasste sich mit Symmetrien von Molekülen.